# Gluviopsis microphthalmus
Gluviopsis microphthalmus är en spindeldjursart som beskrevs av J. Birula 1937. Gluviopsis microphthalmus ingår i släktet Gluviopsis och familjen Daesiidae. Inga underarter finns listade i Catalogue of Life.